# Europastraße 641
Die Europastraße 641 (kurz: E 641) ist eine Europastraße, die von Tirol über das kleine deutsche Eck nach Salzburg führt. Sie weist eine Länge von 105 km auf, wovon 70 km in Österreich und 35 km in Deutschland verlaufen.
Der Beginn der Europastraße liegt in Wörgl bei der Inntal Autobahn (E 45/E 60) und führt über die Loferer Straße (B 178) bis an die deutsche Grenze. In Deutschland verläuft sie entlang der B 21 bis zur österreichischen Grenze in Bad Reichenhall, wo sie beim Übergang in die Wiener Straße endet und in Österreich nicht mehr weitergeführt wird.